# Thomas Hylland Eriksen
Geir Thomas Hylland Eriksen, född 6 februari 1962 i Oslo, död 27 november 2024, var en norsk professor, socialantropolog, författare, samhällsdebattör och hedersdoktor vid Samhällsvetenskapliga fakulteten vid Stockholms universitet. Han var uppvuxen på Nøtterøy i Vestfold. 
Mellan 1993 och 2001 var Eriksen redaktör för tidskriften Samtiden.